# Auguste Fidel Amand Marie Garnier
Pour les articles homonymes, voir Garnier.
Auguste Fidel Amand Marie Garnier est un homme politique français né le 13 mai 1795 à Nort (Loire-Atlantique) et décédé le 12 novembre 1859 à Angers (Maine-et-Loire).

## Biographie
Auguste Fidel Amand Marie Garnier est le fils de Fidel Amand Alain Garnier et de Louise Thérèse Clavier. Il épouse Adelina Louise Laurens, fille de Pierre Laurens, négociant planteur en Louisiane, et de Marie Julie Beauvais, ainsi que belle-sœur d'Alphonse Lavallée.
Négociant, armateur et maître de forges, Auguste Garnier est président du tribunal de commerce de 1837 à 1839 et de la Chambre de commerce de Nantes de 1848 à 1859. Il est notamment propriétaire des Forges de Moisdon-la-Rivière, de Martigné et de la Hunaudière.
Garnier est adjoint au maire de Nantes et membre du conseil général de la Loire-Inférieure (canton de Nort-sur-Erdre) de 1833 à 1848, puis de 1852 à 1859. 
Le 29 février 1852, il est élu, comme candidat officiel, député au Corps législatif par la 1re circonscription de la Loire-Inférieure, face à Marie Claude Désiré de Gicqueau et Rivière. Il obtient sa réélection dans la 2e circonscription du même département le 22 juin 1857 ; il siège silencieusement dans la majorité dynastique soutenant le Second Empire, et meurt au cours de la législature.

### Sources
- « Auguste Fidel Amand Marie Garnier », dans Adolphe Robert et Gaston Cougny, Dictionnaire des parlementaires français, Edgar Bourloton, 1889-1891 [détail de l’édition]